# タワーパートナーズ セミコンダクター
タワーパートナーズセミコンダクター株式会社（英: Tower Partners Semiconductor Co., Ltd.）は、富山県魚津市に本社を置く半導体製品の受託製造を行う会社。パナソニックグループが日本国内で運営していた半導体製品の拠点工場が2014年にグループから切り離され、タワーセミコンダクター（イスラエル）が51%、新唐科技(台湾)が49%の株式を保有する合弁会社となっている。以前はパナソニック・タワージャズ セミコンダクター株式会社（英: TowerJazz Panasonic Semiconductor Co.,Ltd.）と呼称されてきたが、パナソニックが半導体事業(パナソニック セミコンダクターソリューションズ)を売却したことで現在の名称となった。略称はTPSCo。

## 事業所
魚津地区（本社）
〒937-8585 富山県魚津市東山800番地。1985年2月7日に松下電子工業株式会社魚津工場として操業開始した。
砺波地区
〒939-1312 富山県砺波市東開発271
新井地区
〒944-8555 新潟県妙高市栗原4-5-1
京都オフィス
〒617-8520 京都府長岡京市神足焼町1